# 佐喜眞興英
佐喜眞 興英（さきま こうえい、1893年（明治26年）10月26日 - 1925年（大正14年）6月13日）は、沖縄県宜野湾市出身で、民俗学者。
1912年、沖縄県立第一中学校（現沖縄県立首里高等学校）を首席で卒業し。その後上京して1915年に第一高等学校独法科を卒業し、東京帝国大学独法科に入学。在学中から柳田國男に目をかけられた。1921年に帝大を卒業すると、裁判官になり福岡市・東京市・大阪市・岡山県津山市など各地に赴任。1925年、津山にて、肺結核のため31歳で死去。死後、穂積陳重の教えを受けて行った古代母権制研究が『女人政治考』として出版された。

## 家族
16歳で新城ウタと結婚し一女（貞子）をもうけるが28歳の時に離婚。同年、永原マツヨと結婚する。マツヨは学校法人永原学園、佐賀短期大学などの創立者となった。
現在、宜野湾市で私立美術館（佐喜眞美術館）を運営する佐喜眞道夫は興英の孫にあたる。興英のひとり娘、貞子の次男。

## 著書
- 1922年 - 『南島説話』炉辺双書、郷土研究社
- 1925年5月 - 『シマの話』炉辺双書、郷土研究社
- 1926年 - 『女人政治考』岡書院　（佐喜眞の没後、柳田らによって出版された）